# Claudine Vita
Claudine Vita (Francoforte sull'Oder, 19 settembre 1996) è una discobola tedesca.

## Palmarès
| Anno | Manifestazione  | Sede       | Evento           | Risultato | Prestazione | Note                                     |
| ---- | --------------- | ---------- | ---------------- | --------- | ----------- | ---------------------------------------- |
| 2013 | Mondiali U18    | Donec'k    | Lancio del disco | Argento   | 52,59 m     | Miglior prestazione personale            |
| 2014 | Mondiali U20    | Eugene     | Lancio del disco | 5ª        | 55,58 m     |                                          |
| 2015 | Europei U20     | Eskilstuna | Getto del peso   | Argento   | 17,13 m     | Miglior prestazione personale            |
| 2015 | Europei U20     | Eskilstuna | Lancio del disco | Oro       | 57,47 m     |                                          |
| 2017 | Europei indoor  | Belgrado   | Getto del peso   | 5ª        | 18,09 m     |                                          |
| 2017 | Europei U23     | Bydgoszcz  | Getto del peso   | 5ª        | 17,33 m     |                                          |
| 2017 | Europei U23     | Bydgoszcz  | Lancio del disco | Oro       | 61,79 m     |                                          |
| 2018 | Europei         | Berlino    | Lancio del disco | 4ª        | 61,25 m     |                                          |
| 2019 | Universiadi     | Napoli     | Lancio del disco | Argento   | 61,52 m     |                                          |
| 2019 | Mondiali        | Doha       | Lancio del disco | 9ª        | 60,77 m     |                                          |
| 2021 | Giochi olimpici | Tokyo      | Lancio del disco | 9ª        | 61,80 m     |                                          |
| 2022 | Mondiali        | Eugene     | Lancio del disco | 5ª        | 64,24 m     |                                          |
| 2022 | Europei         | Monaco     | Lancio del disco | Bronzo    | 65,20 m     | Miglior prestazione personale stagionale |
| 2023 | Mondiali        | Budapest   | Lancio del disco | 10ª       | 63,19 m     |                                          |
| 2024 | Europei         | Roma       | Lancio del disco | 5ª        | 62,65 m     |                                          |
| 2024 | Giochi olimpici | Parigi     | Lancio del disco | 6ª        | 63,62 m     |                                          |

## Altre competizioni internazionali
2017
- Oro in Coppa Europa invernale di lanci ( Las Palmas), lancio del disco - 58,76 m